# Markus Zimmermann
Markus Zimmermann (* 4. September 1964 in Berchtesgaden) ist ein ehemaliger deutscher Bobsportler.
Markus Zimmermann lebt in seinem Geburtsort und trat für den WSV Königssee an. 1984 begann er als Anschieber im Bobsport. Seit Ende des Jahrzehnts schob er für Rudi Lochner und gehörte zur Weltspitze. 1989 wurden sie Dritte bei der Europameisterschaft. Im Jahr darauf gewannen sie beide Titel bei den deutschen Meisterschaften. 1991 gewann das Duo in Altenberg bei der Weltmeisterschaft den Titel im Zweierbob. Bei den Olympischen Winterspielen 1992 in Albertville gewannen sie hinter Gustav Weder und Donat Acklin die Silbermedaille. 1994 verpassten Lochner/Zimmermann als Viertplatzierte eine Medaille bei den Spielen von Lillehammer. Mitte des Jahrzehnts wechselte er in den Bob von Christoph Langen und bildete mit ihm eines der besten Teams der 1990er Jahre. 1996 gewannen Langen/Zimmermann Gold im Zweier und im Vierer bei der WM in Calgary sowie beide deutsche Meistertitel. Bei den Olympischen Spielen 1998 in Nagano gingen beide als Favoriten im Zweierbob an den Start, konnten am Ende jedoch nur die Bronzemedaille gewinnen. Zusammen mit Marco Jakobs und Olaf Hampel gelang jedoch der weniger erwartete Sieg mit dem Viererbob.
Die Weltmeisterschaft 1999 in Cortina d’Ampezzo brachte Zimmermann eine Silbermedaille im Zweierbob. Im Jahr darauf gewannen Langen/Zimmermann in Altenberg Gold und Silber mit dem Vierer sowie den nationalen Meistertitel im Zweierbob. Eine weitere Goldmedaille kam 2001 in St. Moritz mit dem Viererbob hinzu. 2002 gelang in Salt Lake City ein weiterer olympischer Triumph, dieses Mal im Zweierbob. Die letzte internationale Medaille gewannen beide mit Silber 2004 bei der Weltmeisterschaft in Königssee. Nach Langens gesundheitlich bedingtem Rückzug aus dem Profisport beendete auch Zimmermann seine aktive Karriere. Zimmermann gewann mit seinen Piloten diverse Weltcuprennen und platzierte sich oft weit vorn. 1996, 1998 und 2004 gewann er mit Langen den Zweierbob-Gesamtweltcup, 1999 im Viererbob. Zimmermann ist mit sieben Titeln einer der zehn erfolgreichsten Bobsportler bei Olympischen Spielen und Weltmeisterschaften. Dafür wurde er mit dem Silbernen Lorbeerblatt belohnt.